# Casa de J. Barciela
La Casa de J. Barciela fue un edificio de estilo modernista del Ensanche Modernista de la ciudad española de Melilla. Estuvo situado en la calle Álvaro de Bazán,  2, y formó parte del Conjunto Histórico Artístico de la Ciudad de Melilla, un Bien de Interés Cultural. 

## Historia

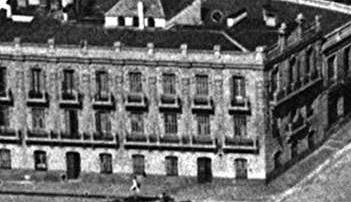
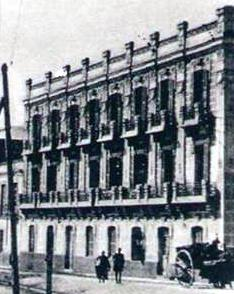

Fue construido en 1914 según proyecto del arquitecto Enrique Nieto.
Fue derribado y en su solar se levantó el Edificio Paraíso.

## Descripción
Estaba construido con muros piedra local y ladrillo macizo, que sustentan bovedillas del mismo ladrillo. Contaba con planta baja y dos sobre esta.
Sus fachadas contaban con una planta baja compuesta de arcos rebajados, una principal con una balconada corrida y una primera con balcones, con elegantes rejas. Los vanos están enmarcados, con molduras en todas sus ventanas superiores, bustos de mujeres en el primer piso, separadas por pilastras, culminando en una fina cornisa.
Su esquema decorativo fue usado en la Casa Meliveo, del mismo Nieto de 1920.